# Cyclophora acampes
Anisodes acampes là một loài bướm đêm trong họ Geometridae.